# Ян Берестовський
Іван Берестовський або Ян Берестовський (лит. Jonas Bžostovskis; (? — 1638) — шляхтич герба Стремено часів Речі Посполитої, державний діяч Великого князівства Литовського. Мав маєтки в районі містечка Михайлішки (Mikailiškės).

## Життєпис
Іван Берестовський походив зі шляхетського роду Берестовських (у литовській транскрипції Bžostovkis), герба Стремено. Вважається засновником гілки роду, що походила з Михайлішок. Батько - Кшиштоф Берестовський, мати - Роксолана Туравська гербу «Перхала»
28 червня 1604 року Іван Берестовський придбав маєток у Михайлішках Віленського повіту, нині Островецького району Гродненської області Білорусі. У 1622 року він заснував тут костел і монастир, запросив чотирьох монахів-августинців, дав їм земельну ділянку (21,36 га), маєток Рудашани (нині Медідельського району) і дозвіл ловити рибу на річці Вілія та озері Мяшкет. При монастирі діяв шпиталь. Брат Івана, Лукаш Берестовський також долучився до фундації та розбулови маєтку й монастиря. 
Дружина - Катерина з Черницьких гербу «Яструбець». 
Мав синів Кипріяна Павла та Еммануїла Євстахія.